# Robinsonia catasticta
Robinsonia catasticta är en fjärilsart som beskrevs av George Francis Hampson 1916. Robinsonia catasticta ingår i släktet Robinsonia och familjen björnspinnare. Inga underarter finns listade.